# Banco de Madrid
Banco de Madrid fou una entitat financera inicialment d'origen i capital català. Posteriorment fou un banc espanyol especialitzat en banca privada i gestió de patrimonis. Desenvolupava les seves activitats al costat de la societat de valors i borsa Interdin i la societat gestora Banco Madrid Gestió d'Actius (BMGA). Pertanyia a l'entitat andorrana Banca Privada d'Andorra el 2015 quan aquesta va ser intervinguda per l'Institut Nacional Andorrà de Finances (INAF), i va entrar en procés de liquidació i el 2016 sortiria del registre d'entitats de crèdit. La seva seu es trobava a Madrid i comptava amb 12 oficines repartides per tot el territori del'Estat.

## Història

### Els orígens i primera etapa catalana del banc
Els seus orígens daten de finals del segle xix, quan Llorenç Suñer i Clot estableix la seva casa de banca a Ripoll. El 1916 ingressà a l'Associació de Banquers de Barcelona. El seu fill, Pere Suñer i Ferrer, ja al capdavant del negoci, l'any 1929 convertí la societat individual en anònima amb el nom de Banca Suñer SA. Després de la Guerra Civil, el 1950 la Banca Suñer SA aconseguí la seva inscripció en el Registre de Bancs i Banquers, amb el número 132 de la Banca Local Espanyola.
El 1953 la Banca Suñer es vengué a un grup d'inversors catalans encapçalat per Jaume Castell i Lastortras, El nou grup va aconseguir autorització per a obrir una sucursal de la banca a Madrid el 1954. Tot seguit va procedir al canvi de denominació, que va convertir la Banca Suñer de Ripoll en el Banco de Madrid (febrer de 1954).
El Banco de Madrid, serà juntament amb la seva l'entitat participada, Banc Català de Desenvolupament la pedra angular amb què el nou propietari, l'empresari català Jaume Castell i Lastortras edificarà el “Grup Castell” fins al seu ensorrament l'any 1978.

### Nova etapa: de banca comercial a banca privada
El 1980 el banc i l'entitat participada són intervinguts pel Banc d'Espanya que pressionà la banca espanyola perquè se'n fes càrrec. El Banc Català de Desenvolupament passarà al “Fondo de Garantía de Depósitos” i el Banc de Madrid serà adquirit pel Banesto per formar part d'un paquet de participacions amb entitats com Banc Abel Matutes Torres, Bandesco, Banca Garriga Nogués, Banco Guipuzcoano, Banc Trelles i Banc de Banesto.
L'any 1993, Banc de Madrid va ser adquirit per Deutsche Bank per 42.000 milions de pessetes.
A 2001, la Kutxa va adquirir la fitxa de Banco de Madrid a Deutsche Bank per 3.000 milions de pessetes.
A 2003, es va produir el llançament definitiu com a entitat de banca privada.
Al maig de 2010, la Kutxa va comunicar l'acord per a la venda de Banco de Madrid a Banca Privada d'Andorra per més de 100 milions d'euros, segons fonts pròximes a l'operació.
El 20 de juliol de 2011, l'adquisició es va fer efectiva. Es va nomenar l'economista José Pérez Fernández com a president no executiu del Consell d'Administració de Banco de Madrid.
A partir d'aquest moment, Banc de Madrid ha realitzat una política d'adquisicions. L'agost de 2012, va tancar la compra de la gestora Nordkapp a Banc de València i, al març de 2013, es va fer efectiva la compra de Liberbank Gestió, la gestora de fons d'inversió de Liberbank.

## Resultats econòmics
El 2012 el benefici net del Banc de Madrid va ser de 8,8 milions.
Banc de Madrid ostentava al desembre de 2012 un coeficient de solvència del 39,4% enfront del 12,10% de la mitjana de la banca espanyola i un índex de morositat de l'1,07% enfront del 10,80% de la mitjana de la banca espanyola.

## Consell d'Administració
El Consell d'Administració de Banco de Madrid està compost per:
- José Pérez Fernández (President)
- Joan Pau Miquel Prats (Conseller Delegat)
- Higini Cierco Noguer
- Ramon Cierco Noguer
- Ricard Climent Meca
- Rodrigo Achirica Ortega (Secretari no-conseller)

## Gestió de patrimonis
Amb l'adquisició efectiva de Liberbank Gestió, Banc de Madrid va arribar als 3.000 milions d'euros en actius sota gestió, tots ells en fons d'inversió i SICAV gestionades. Aquesta xifra el situa entre les 20 primeres entitats espanyoles en el rànquing que elabora Inverco.
A 2012, Banc de Madrid va comptar amb 6 SICAV en top 15 de SICAV espanyoles per rendibilitat segons un informe de VDOS Stochastics.
Banco Madrid Gestió d'Actius té en el primer quartil dels rànquings a diversos dels seus fons d'inversió. Banco Madrid Ibèric Accions, fons d'inversió que inverteix en renda variable espanyola, ha estat guardonat per Morningstar amb medalla de bronze i quatre estrelles.